# Saison 2010 des Athletics d'Oakland
La saison 2010 des Athletics d'Oakland est la 110e saison en Ligue majeure pour cette franchise et la 43e depuis son arrivée en Californie en 1968. Avec 81 victoires pour 81 défaites, les Athletics terminent deuxièmes de la division Ouest de la Ligue américaine.

## Intersaison

### Arrivées
Jake Fox, qui est capable de jouer dans le champ intérieur ou extérieur, et Aaron Miles, joueur de deuxième but, signent chez les Athletics le 3 décembre 2009 en provenance des Cubs de Chicago. Ils sont échangés contre le lanceur Jeff Gray, le voltigeur Willy Taveras et quatre jeunes joueurs de Ligues mineures.
Le joueur de champ extérieur Michael Taylor est acquis des Blue Jays de Toronto le 16 décembre en retour du troisième but Brett Wallace.
Le joueur de troisième but Kevin Kouzmanoff et le joueur d'avant-champ des ligues mineures Eric Sogard sont acquis des Padres de San Diego le 15 janvier en retour des voltigeurs Scott Hairston et Aaron Cunningham.
Le lanceur Chad Gaudin, en provenance des Yankees de New York, le 28 mars.

### Départs
Les lanceurs Brett Tomko, Kevin Cameron et Édgar González deviennent agents libres. Idem pour les joueurs de champ intérieur Nomar Garciaparra et Adam Kennedy.
Le champ intérieur Bobby Crosby reste peu de temps en position d'agent libire et signe chez les Pirates de Pittsburgh.
Le joueur de troisième but Brett Wallace est échangé aux Blue Jays de Toronto le 16 décembre en retour du joueur de champ extérieur Michael Taylor.
Les voltigeurs Scott Hairston et Aaron Cunningham sont transférés aux Padres de San Diego le 15 janvier pour le troisième but Kevin Kouzmanoff et l'avant-champ Eric Sogard.
Le 5 février, le deuxième but Adam Kennedy rejoint les Nationals de Washington.
Le 9 février, les A's libèrent le voltigeur Willy Taveras.

### Prolongations de contrats
En juillet 2010, le receveur Kurt Suzuki accepte une prolongation de contrat de trois saisons et une année d'option.

### Cactus League
33 rencontres de préparation sont programmées du 4 mars au 3 avril à l'occasion de cet entraînement de printemps 2010 des Athletics.
Avec 12 victoires et 17 défaites, les Athletics terminent 12e de la Cactus League et enregistrent la 12e performance des clubs de la Ligue américaine.

## Saison régulière

### Classement
| Ligue américaine (Division Ouest) | V  | D   | %    | GB |
| --------------------------------- | -- | --- | ---- | -- |
| Rangers du Texas                  | 90 | 72  | .556 | -  |
| Athletics d'Oakland               | 81 | 81  | .500 | 9  |
| Angels d'Anaheim                  | 80 | 82  | .494 | 10 |
| Mariners de Seattle               | 61 | 101 | .377 | 29 |

### Résultats
| Légende                | Légende               | Légende       |
| victoire des Athletics | défaite des Athletics | match reporté |
| ---------------------- | --------------------- | ------------- |

#### Mai
Le gaucher Dallas Braden lance un match parfait le 9 mai à l'occasion de la victoire 4-0 des Oakland Athletics sur les Rays de Tampa Bay au McAfee Coliseum. C'est le 19e match parfait de l'histoire des Ligues majeures.

## Draft
Le joueur de champ extérieur Michael Choice est le premier choix des Athletics lors de la Draft MLB 2010.

## Affiliations en ligues mineures
| Niveau     | Equipe                   | Ligue                   | Manager          | Vic. | Déf. | Classement                |
| ---------- | ------------------------ | ----------------------- | ---------------- | ---- | ---- | ------------------------- |
| AAA        | Sacramento River Cats    | Pacific Coast League    | Tony DeFrancesco | 79   | 65   | Demi-finaliste            |
| AA         | Midland RockHounds       | Texas League            | Darren Bush      | 70   | 70   | Finaliste                 |
| Advanced A | Stockton Ports           | California League       | Steve Scarsone   | 74   | 66   | Quart de finaliste        |
| A          | Kane County Cougars      | Midwest League          | Aaron Nieckula   | 71   | 67   | 6e de la Division ouest   |
| A          | Vancouver Canadians      | Northwest League        | Rick Magnante    | 42   | 34   | Demi-finaliste            |
| Rookie     | Arizona League Athletics | Arizona League          | Marcus Jensen    | 30   | 26   | 2e de la Division est     |
| Rookie     | DSL Athletics            | Dominican Summer League | Oscar Spencer    | 32   | 39   | 3e de la Division SD nord |